# Trofea (singel)
"Trofea" – trzeci singel Dawida Podsiadły promujący jego trzeci studyjny album „Małomiasteczkowy”. Wydany 23 maja 2019 roku nakładem wytwórni Sony Music Entertainment Poland. Teledysk do nagrania wyreżyserowany przez Daniela Jaroszka miał swoją premierę tego samego dnia. Jest to jedna z trzech kompozycji artysty, która dotarła na szczyt listy Polish Airplay Top 100. 

## Teledysk
W teledysku wystąpiło kilku znanych, polskich aktorów: Agata Buzek, Borys Szyc, Magdalena Cielecka, Krzysztof Materna, Wiktor Zborowski i Jerzy Stuhr. Trwające 3 dni zdjęcia odbywały się m.in. w budynku Polskiej Opery Królewskiej w warszawskich Łazienkach. Klip utrzymany jest w konwencji surrealistycznej, autorzy mówią wprost, że jest on hołdem dla twórczości  Wesa Andersona. Teledysk nawiązuje do głośnej afery związanej z masowym odstrzałem dzików, krytykując działanie rządu poprzez ukazanie sytuacji, w której to zwierzęta polują na ludzi i tworzą własne kolekcje.
Teledysk trwa ponad 7 minut

## Notowania

### Listy airplay
| Autor                           | Notowanie                   | Najwyższa pozycja |
| ------------------------------- | --------------------------- | ----------------- |
| Związek Producentów Audio-Video | AirPlay – Top               | 1                 |
| Związek Producentów Audio-Video | AirPlay – Nowości           | 2                 |
| Związek Producentów Audio-Video | AirPlay – Podsumowanie 2019 | 3                 |

### Listy przebojów
| Autor          | Notowanie (2019)            | Najwyższa pozycja |
| -------------- | --------------------------- | ----------------- |
| RMF FM         | POPlista                    | 1                 |
| Radia ZET      | Lista przebojów Radia ZET   | 2                 |
| Radio Eska     | 2x Gorąca 20                | 1                 |
| RMF Maxxx      | Hop Bęc                     | 1                 |
| Radio Poznań   | Lista przebojów             | 4                 |
| Radio PiK      | Lista Przebojów             | 1                 |
| Radio Szczecin | Szczecińska lista przebojów | 2                 |

### Listy całoroczne (2019)
| Autor                     | Notowanie                   | Najwyższa pozycja |
| ------------------------- | --------------------------- | ----------------- |
| Polskie Radio Program III | Polskie Radio Program III   | 13                |
| RMF FM                    | Przebój roku                | 1                 |
| Radio Eska                | Gorąca Setka                | 3                 |
| Radio Poznań              | Lista przebojów             | 33                |
| Radio Szczecin            | Szczecińska lista przebojów | 8                 |

## Certyfikaty
| Certyfikat       | Liczba egzemplarzy | Data          |        |
| ---------------- | ------------------ | ------------- | ------ |
| złota płyta      | 10 000             | 6 lutego 2019 | [ 24 ] |
| diamentowa płyta | 100 000            | 14 lipca 2021 | [ 25 ] |